# WNEP-TV
WNEP-TV (canal 16) é uma emissora de televisão com sede em Scranton, servindo como afiliada da ABC para o nordeste da Pensilvânia. De propriedade da Tegna Inc., a estação mantém estúdios em Moosic.

## História

### Início e fusão
Originalmente, havia duas afiliadas da rede ABC no nordeste da Pensilvânia. A WILK-TV, operando no canal 34 e de propriedade da rádio WILK foi ao ar em 15 de setembro de 1953. Foi seguida pela WARM-TV, transmitindo no canal 16 e de propriedade do futuro governador William Scranton junto com a rádio WARM, em fevereiro de 1954. No final da década de 1950, a WILK-TV também foi brevemente afiliada à NTA Film Network.
A WILK queria ter uma vantagem sobre as outras estações locais, entrando no ar às 14h em vez das 15h como as outras faziam. Os engenheiros deixaram a programação pronta ao meio-dia e decidiram fazer uma pausa. No entanto, na hora do almoço, eles inspecionar o trabalho, descobrindo que estavam sem sinal. Eles voltaram correndo e conseguiram estabelecer a conexão às 13h50, 10 minutos antes do início da transmissão.
Em 1955, no entanto, era óbvio que Scranton e Wilkes-Barre deveriam ter apenas uma afiliada. No final de 1957, a WILK-TV e a WARM-TV concordaram em se fundir. A estação resultante operava sob a licença da WILK-TV, mas usava o canal 16 para fornecer uma cobertura de sinal mais ampla a um custo menor. A Transcontinent Television Corporation, uma empresa de mídia sediada em Buffalo, Nova Iorque, adquiriu uma participação de 60% da nova televisão, a WNEP-TV; as ações restantes foram divididas entre os grupos WARM e WILK, com William Scranton como presidente.
A WILK-TV foi aproveitada como repetidora de sinal da WNEP-TV até o final do verão de 1958. A atribuição do canal 34 foi posteriormente realocada para Binghamton e atribuída para WBJA-TV (agora WIVT), a partir de 1962. Em 1964, a Transcontinent vendeu várias de suas estações, incluindo a WNEP-TV, para a Taft Broadcasting. The New York Times Company comprou a estação em 1985.

### Desabamento de torre analógica
A torre da WNEP-TV que transmitia o sinal analógico desabou em 16 de dezembro de 2007, devido ao gelo, ventos e neve no local. O colapso também destruiu o prédio do transmissor. Ninguém ficou ferido durante o incidente. A antena da FM WCLH também foi atingida. A exibição digital no canal 49 foi restaurado após uma breve interrupção de energia. O sinal da WNEP nas televisões a cabo e satélite foi restaurado mais tarde naquele dia. Já a disponibilidade analógica foi restabelecida parcialmente por via aérea em 1 de janeiro de 2008, com ajuda da vizinha American Tower.
Quando a torre da WNEP-TV desabou, um dos cabos de sustentação danificou a torre vizinha que transmitia a WVIA-TV (analógico e digital), quebrando sua parte superior. A transmissão da WVIA-FM permaneceu intacta, pois está localizada na parte inferior. O sinal analógico da WVIA-TV (canal 44) foi temporariamente retirado do ar até que fosse restaurado por meio de uma torre reserva. O colapso da WNEP-TV também cortou a energia dos transmissores da afiliada da CBS, WYOU (canal 22), e da NBC, WBRE-TV (canal 28), tirando essas estações do ar.
Em 12 de junho de 2009, a WNEP deveria operar usando uma nova torre que já havia sido concluída, embora não cumprisse o tempo estimado. A meta era ter a nova instalação operando até agosto de 2009, mas a entrega foi adiada por alguns meses. Em 5 de dezembro, a emissora desligou o canal 49 e mudou para o 50. A mudança foi necessária para aliviar possíveis interferências da Telemundo, que na época transmitia no canal UHF 49. Em 15 de fevereiro de 2010, o canal 49 foi colocada novamente em uso em caráter temporário, com a aprovação dos órgãos reguladores.

### Trocas de propriedade
A WNEP mudou-se para seus atuais estúdios em Moosic em 1989. Em 4 de janeiro de 2007, a estação, junto com o restante da divisão de televisão da Times Company, foi vendida para a Oak Hill Capital Partners em uma transação de US$ 575 milhões. Em 1 de julho de 2013, foi anunciado que 19 emissoras seriam adquiridas pela Tribune Company por US$ 2,75 bilhões. A Tribune separou a WNEP-TV para a Dreamcatcher Broadcasting, uma empresa de propriedade do ex-executivo Ed Wilson. No entanto, segundo o acordo, ele seria obrigado a revender a televisão, se a Tribune desejasse. A compra foi concluída em 27 de dezembro.
Em 8 de maio de 2017, o Sinclair Broadcast Group — que operou a afiliada da Fox WOLF-TV (canal 56), a afiliada da CW WSWB (canal 38) — firmou um acordo para adquirir a Tribune Media por US$ 3,9 bilhões, mais US$ 2,7 bilhões em dívidas deixadas. Em 18 de julho de 2018, a FCC votou para que a aquisição fosse revista por um juiz de direito administrativo em meio a "sérias preocupações" com a prática de monopólio. Três semanas depois, em 9 de agosto, o Tribune anunciou que encerraria o acordo com a Sinclair, com a intenção de buscar outras oportunidades. A Tribune também entrou com uma ação de quebra de contrato no Tribunal de Delaware.
Em 3 de dezembro de 2018, a Nexstar Media Group com sede em Irving, Texas, anunciou que adquiriria os ativos da Tribune Media por US$ 6,4 bilhões. A empresa também foi impedida, já que os regulamentos da FCC proíbem a propriedade de mais de duas estações no mesmo mercado de mídia. Em 31 de janeiro de 2019, a Nexstar anunciou que WTKR e WGNT em Norfolk, Virgínia, seriam vendidas a terceiros independentes para resolver os conflitos. Em 20 de março de 2019, a Tegna Inc. sediada em McLean, Virgínia, anunciou que compraria a WNEP da Nexstar no valor de US$ 1,32 bilhão. A venda foi aprovada pela FCC em 16 de setembro e seria concluída três dias depois.